# انتون شندریک
انتون شندریک (اوکراینی: Антон Сергійович Шендрік؛ زادهٔ ۲۶ مهٔ ۱۹۸۶) بازیکن فوتبال اهل اوکراین است.
از باشگاه‌هایی که در آن بازی کرده‌است می‌توان به باشگاه فوتبال تاوریا سیمفروپول، باشگاه فوتبال اوورلا اوژهورود، و باشگاه فوتبال استال کامیانسکه اشاره کرد.